# 구상 미술

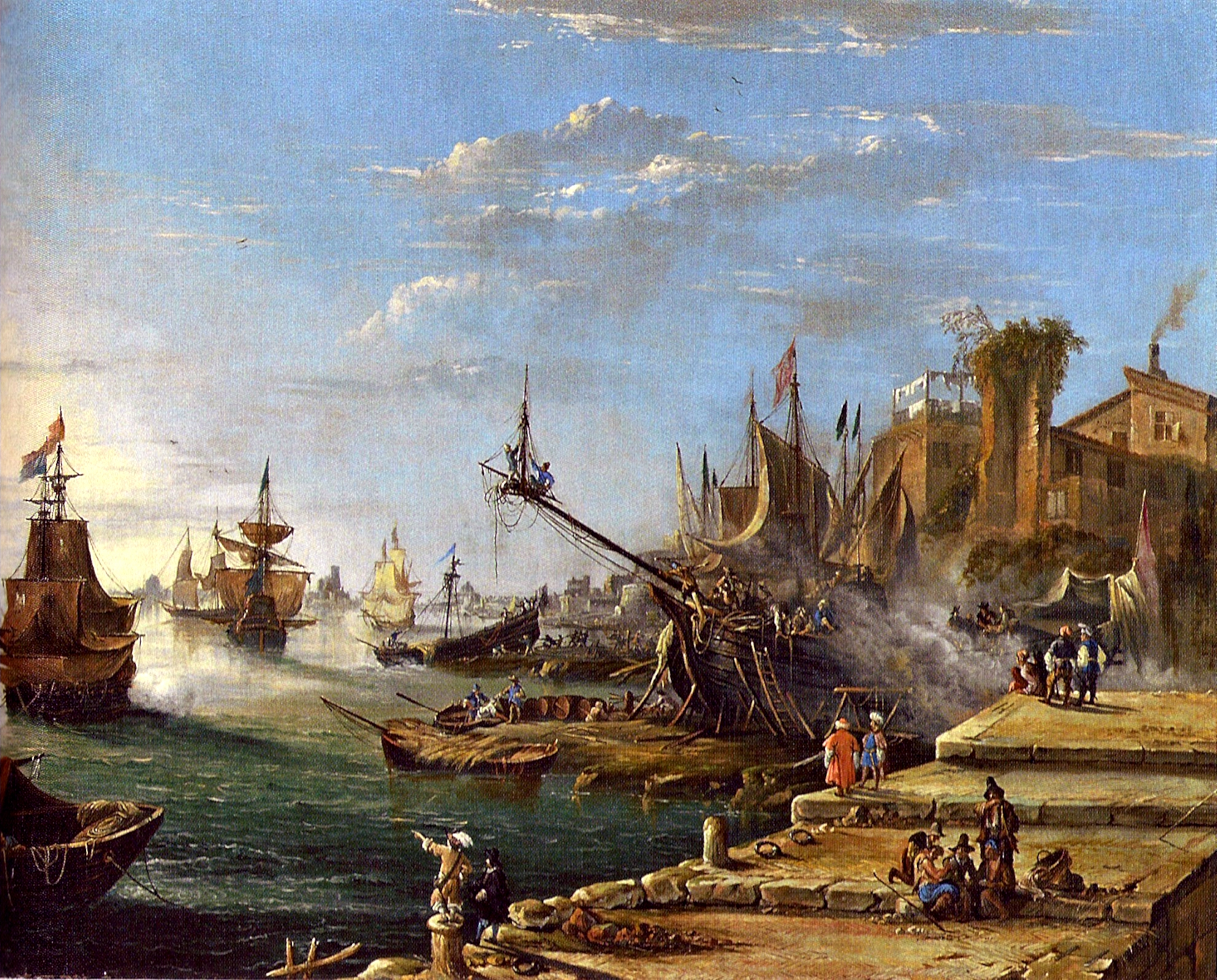
Ein Meerhafen ("A Seaport")

구상 미술(具象美術, figurative art)은
분명히 실물로부터 파생된 예술(특히 그림과 조각)이다. 즉, 재현으로 정의된다. 이 용어의 반의어로 추상 미술을 가리키기도 한다. 추상 미술의 도래 이래로 구상이라는 용어는 실제 세계의 강력한 참조를 지탱하는 모든 형태의 현대 미술을 가리킨다.

## 같이 보기
- 추상 미술
- 삽화
- 스터키즘